# 新疆生产建设兵团第三师五十四团
新疆生产建设兵团第三师五十四团是中华人民共和国新疆生产建设兵团第三师下辖的一个团，与新疆维吾尔自治区图木舒克市兴安镇实行“团镇合一”的管理体制。2018年8月6日，五十四团正式挂牌成立。

## 历史
五十四团前身是1966年兵团建筑工程第三师师部农场。1971年，在建筑工程第三师师部留守处的基础上，成立了农三师莎车指挥部。1975年5月，农三师建制撤销，莎车指挥部改编为莎车县国营农场（又名东吾斯塘农场），改属莎车县。1984年，新疆生产建设兵团恢复建制后，莎车县国营农场交由农三师管理，属独立营级农场。1996年，莎车县国营农场与叶城二牧场合并为叶莎牧场。1999年，叶莎牧场交由四十六团托管。2015年9月，成立第三师莎车农场筹备建设领导小组及筹备建设领导小组办公室。2016年1月1日，莎车农场由46团移交筹建办管理。2017年2月17日，兵团机构编制委员会下发《关于成立三师五十四团的通知》，将莎车农场由进入团场改为一般团场，营级建制调整为团级建制，组建五十四团。2018年8月6日，五十四团正式挂牌成立。2019年12月30日，兵团七届党委56次常委会会议审议通过部分团场建镇工作方案，五十四团兴安镇批准设立。2020年1月1日，兴安镇正式成立。

## 地理经济
五十四团兴安镇现有土地65661.03亩（其中农用地46628.04亩），位于莎车县，昆仑山北边，帕米尔高原南边，位于东经76度1分57秒至77度46分30秒、北纬37度27分30秒至39度15分。南边与泽普县、叶城县接壤，西边与英吉沙县和阿克陶县接壤，东边与麦盖提县接壤，西北边与岳普湖县、疏勒县接壤，西南边与塔什库尔干县接壤。五十四团属温带大陆性气候，四季分明，气候干燥日照长，水分蒸发量大，昼夜温差大。年无霜期220天左右，年平均气温12.3摄氏度，年平均降水量56.6毫米。
五十四团主要种植棉花、小麦、玉米、苹果、西梅、红枣、油莎豆等。。2020年，种植油莎豆20000亩、林果15000亩、棉花3000亩。年出栏牛羊1000头，存栏1800头，林下养殖禽类60000羽。2020年前三季度，五十四团完成生产总值1956万元人民币，其中第一产业1618万元人民币，第二产业131万元人民币，第三产业207万元人民币。

## 政治

### 现任领导
| 机构     | · 中国共产党 · 五十四团委员会 · 书记 | 五十四团 团长          |
| -------- | ------------------------------------ | ---------------------- |
| 姓名     | 陈军                                 | 彭宏伟                 |
| 民族     | 汉族                                 | 汉族                   |
| 籍贯     | 四川省遂宁市                         | 新疆维吾尔自治区中江县 |
| 出生日期 | 1978年11月（46歲）                   | 1968年10月（56歲）     |
| 就任日期 | 2018年12月                           | 2019年1月              |

### 行政区划
新疆生产建设兵团第三师五十四团下辖以下单位：
莎车农场